# Brasão de armas de São Tomé e Príncipe
O Brasão de Armas de São Tomé e Príncipe é um dos símbolos oficiais do país.

## História
O simbolo heráldico foi instituído em 1975.

## Descrição heráldica
Constituído por um falcão à esquerda e um papagaio à direita segurando um brasão ovular que contém no seu interior uma palmeira.
No topo do brasão consta uma fita com a denominação oficial do país; República Democrática de São Tomé e Príncipe. Na base, numa fita, lê-se o lema nacional; Unidade, Disciplina, Trabalho.

## Brasões históricos

Brasão de armas de São Tomé e Príncipe português, de 8 de maio de 1935 a 11 de junho de 1951.
Brasão de armas de São Tomé e Príncipe português, de 11 de junho de 1951 a 12 de julho de 1975.
Brasão de armas simplificado, de 8 de maio de 1935 a 12 de julho de 1975.